# Medway (enhetskommun)
Medway är en enhetskommun i Kent i England,  Storbritannien. Kommunen har 282 702 invånare (2022). Som enhetskommun är den administrativt fristående från resten av grevskapen Kent.
Medway består dels av tre stadsområden, som inte tillhör någon civil parish (unparished areas), dels av elva civil parishes (mestadels landsbygdsområden).
Unparised areas (ett område som även kallas Medway Towns):
- Chatham
- Gillingham med stadsdelen Rainham
- Rochester med stadsdelen Strood

Civil parishes:

- Allhallows
- Cliffe and Cliffe Woods
- Cooling
- Cuxton
- Frindsbury Extra
- Halling
- High Halstow
- Hoo St Werburgh
- Isle of Grain
- St Mary Hoo
- Stoke

Distriktet är uppkallat efter floden Medway.